# Hrabstwo Sussex (New Jersey)
Sussex – hrabstwo (ang. county) w stanie New Jersey w USA. Populacja wynosi 144 166 mieszkańców (stan według spisu z 2000 r.).
Powierzchnia hrabstwa wynosi 1388 km². Gęstość zaludnienia wynosi 42 osób/km².

## Miasta
- Newton

## CDP
- Byram Center
- Crandon Lakes
- Highland Lakes
- Lake Mohawk
- Ross Corner
- Vernon Center
- Vernon Valley